# 周錦豪
周錦豪，北區區議員（聯和墟），北區連線成員，於2019年香港區議會選舉首度當選。

## 參選2019年區議會選舉
在2019年區議會選舉，由於聯和墟選區人口超出上限，選管會將原屬此選區的瓏山1號編配至粉嶺市選區。而在是次選舉中，競逐連任的曾興隆，則遇上曾任職職工盟勞工幹事的周錦豪挑戰；惟截止選舉提名期最後一日為止，已報名參選的周仍未獲有關當局確認參選資格，故此江美婷以「Plan B」的名義報名參選。最終周以1,000票之差擊敗曾。
| 政党   | 政党              | 候选人    | 票数  | %     | ±      |
| ------ | ----------------- | --------- | ----- | ----- | ------ |
|        | 民建聯            | ①. 曾興隆 | 3,491 | 43.51 | -8.94  |
|        | 北區連線/聯和匯聚 | ②. 周錦豪 | 4,491 | 55.97 | 不適用 |
|        | 聯和匯聚          | ③. 江美婷 | 42    | 0.52  | 不適用 |
| 多数票 | 多数票            | 多数票    | 1,000 | 12.46 | -0.63  |

## 資料來源
1. ↑   (PDF).   [2020-02-15]. （原始内容存档 (PDF)于2019-01-17）.
2. ↑  Spark‧撻著